# ГОНГО
«Государством организованные негосударственные организации» (англ. Government-Organized (или Operated) Non-Governmental Organization), сокращённо ГОНГО (GONGO), — номинально неправительственные общественные объединения или иные некоммерческие организации, созданные по инициативе или при участии властей и работающие на интересы государства.

## Цели
Мойзес Наим выделяет следующие цели создания таких организаций:
- лоббирование международных организаций якобы от имени населения стран, но на самом деле по поручению правительств;
- внедрение в другие государства с целью пропаганды своей политики среди жителей других стран;
- распространение государственной религии за рубежом;
- как инструмент внутренней политики недемократических стран; ГОНГО позволяют управлять политическими процессами, создавая иллюзию демократии.

В качестве примеров ГОНГО Наим приводит:
- бирманскую федерацию по делам женщин[англ.] (Myanmar Women's Affairs Federation);
- российское движение «Наши»;
- суданскую правозащитную организацию Sudanese Human Rights Organization;
- исламскую организацию помощи International Islamic Relief Organization[англ.];
- японскую Ассоциацию северокорейских граждан;
- венесуэльские Боливарианские кружки[англ.] (Bolivarian Circles);
- киргизскую Ассоциацию НКО и НГО;
- американский Национальный фонд демократии.

Наим отмечает, что является одним из директоров фонда и не считает, что этот фонд является инструментом Белого дома. Для решения проблемы отличения «хороших» ГОНГО от «плохих» Наим предлагает ввести мировой рейтинг.
Мазовер с юмором отмечает, что агентство по мировому рейтингу свободы уже существует — это Фридом Хаус (Freedom House) — и является ещё одним ГОНГО, содержащимся на деньги американского правительства.